# Unió ortodoxa
La Unió ortodoxa (en anglès: Orthodox Union) (OU), més coneguda per la seva certificació kosher és una de les organitzacions jueves ortodoxes més antigues dels Estats Units. El seu símbol de referència, és un cercle amb una lletra U en el centre. Aquest símbol es pot trobar en milers d'articles que són distribuïts als centres comercials dels Estats Units. La Unió ortodoxa representa a més de 1.000 sinagogues de diferentes mides.

## Història
La Unió ortodoxa va ser establerta en 1898 pel rabí sefardita Henry Pereira Mendes, nascut a Birmingham en 1852, i establert com rabí de la congregació Shearith Israel de Nova York en 1877. Els fundadors eren els mateixos que van fundar el Seminari Teològic Jueu dels Estats Units. El seminari teològic, originalment era una institució jueva ortodoxa. El seminari, va ser creat per enfrontar-se al creixement del judaisme reformista. Les primeres diferències entre la Unió ortodoxa i el seminari teològic, van aparèixer el 1902, després de l'arribada del rabí Solomon Schechter, qui és considerat com el fundador del judaisme conservador. 100 dies després de l'arribada de Schechter, els fundadors i patrocinadors principals del Seminari Teològic Jueu es van separar, i van fundar l'organització ortodoxa Agudas HaRabonim (la Unió de Rabins Ortodoxos). Sense el seu suport, Schechter va decidir allunyar-se del judaisme ortodox, i va crear el moviment del judaisme conservador.

## Organitzacions

### Agència de certificació kosher
La divisió de productes caixer de la Unió ortodoxa, és l'agència de certificació kosher més gran del Món. En 2017, va supervisar més de 800.000 productes en 8.500 plantes de 100 països diferents. 200.000 d'aquests productes es troben en botigues dels Estats Units. La Unió ortodoxa dona feina a 886 supervisors rabínics, anomenats mashgichim en hebreu, i a 50 coordinadors rabínics que serveixen com executius per a les companyies certificades per la Unió ortodoxa. Aquests supervisors i coordinadors es complementen amb una llista d'especialistes en ingredients, analistes de sabors i personal de suport. El procés de supervisió consisteix en l'enviament d'un producte a la planta de producció per assegurar que el producte compleix amb la halacà, la Llei jueva. El mashgiach supervisa els ingredients i el procés de producció.

### Centre de Defensa de la Unió Ortodoxa
El Centre de Defensa de la Unió Ortodoxa (en anglès: Orthodox Union Advocacy Center) és una organització de lobby no partidista que forma part de l'organització jueva ortodoxa més gran dels EUA, representa a gairebé 1.000 congregacions d'arreu del país i porta a terme tasques de lobby a la capital federal Washington DC i a les capitals dels estats de la Unió. El OU Advocacy Center aplega a líders de tots els nivells del govern, així com al públic en general, per tal de promoure i protegir els interessos i els valors de la comunitat jueva ortodoxa estatunidenca en l'àmbit de les polítiques públiques.

### Consell Nacional de la Sinagoga Juvenil
NCSY (en anglès: National Council of Synagogue Youth) (en català: Consell Nacional de la Sinagoga Juvenil) és una organització juvenil jueva ortodoxa, que forma part de la Unió ortodoxa. Va ser fundada el 1954, té membres als Estats Units, Canadà, Israel, Xile, i anteriorment també a Ucraïna. El seu lema és inspirar el futur jueu. NCSY és dirigida pel rabí Micah Greenland, i és supervisada per la comissió juvenil de la Unió ortodoxa (OU), dirigida per Avi Katz de Nova Jersey.

### Iniciativa d'Aprenentatge Jueu al Campus
La Iniciativa d'Aprenentatge Jueu al Campus (en anglès: Orthodox Union - Jewish Learning Initiative on Campus (OU-JLIC), són les seves inicials en anglès), va ser creada per ajudar els joves jueus, homes i dones, a prosperar en l'ambient del campus universitari, i per ajudar els estudiants jueus a observar alguns aspectes clau de la religió jueva, com la tefilà (la pregària), les lleis de la caixrut, el Sàbat i les chaguim (festivitats). Els educadors de la Unió Ortodoxa serveixen com a mestres de la Torà en 23 universitats d'Amèrica del Nord, aprenent amb els estudiants, coordinant les classes setmanals i organitzant conferències i altres esdeveniments. La connexió dels estudiants amb els educadors de la Unió Ortodoxa els ajuda a equilibrar el seu judaisme i els ofereix diverses vies per al desenvolupament espiritual mentre assisteixen a una universitat secular.

### Yachad
Yachad - The National Jewish Council for Disabilities (en català: el Consell Nacional Jueu per a les Persones amb Discapacitats) és una organització global de 6.500 membres dedicada a atendre les necessitats de totes les persones jueves amb discapacitats i assegurar la seva inclusió en tots els aspectes de la vida. La política d'inclusió té per objectiu garantir que les persones amb diferents capacitats ocupin el lloc que els correspon en la comunitat, a la vegada que contribueix a educar i advocar per un món amb una major comprensió, abast, acceptació i una actitud positiva cap a les persones discapacitades.